# Kenneth Carpenter
Kenneth „Ken“ Carpenter (* 21. September 1949 in Tokio) ist ein japanischstämmiger US-amerikanischer Paläontologe.
Carpenter promovierte in Geologie und Wirbeltier-Paläontologie an der University of Colorado in Boulder. Er war Kurator am Denver Museum of Nature and Science, wo er mit preisgekrönten, lebensechten Dinosaurier-Montagen auf sich aufmerksam machte, und Professor an der University of Colorado, und ist seit 2010 Direktor des von Don Burge 1961 gegründeten USU Eastern Prehistoric Museum in Price (Utah) (zu dessen Attraktionen ein Allosaurus und ein Utahraptor gehören).
Er forschte insbesondere über Ankylosaurier und Stegosaurier und Dinosaurier der Cedar-Mountain-Formation der Unterkreide im Osten Utahs. Außerdem forschte er über Plesiosaurier.
Carpenter erstbeschrieb (mit anderen) Animantarx (1999), Gojirasaurus (1997), Niobrarasaurus (1995), Gargoyleosaurus (1998), Cedarosaurus (1999), Cedarpelta (2001), Maleevosaurus, Pectinodon, Mymoorapelta und Venenosaurus (2001). Mit Bryan Small und Tim Seeber fand er 1992 bei Canon City in Colorado das bisher vollständigste Stegosaurus-Skelett.
Er schrieb mehrere Bücher über Dinosaurier und beriet zum Beispiel die BBC in der dokumentarischen Fernsehserie Walking with Dinosaurs.
1997 unterzog er den ursprünglichen Tyrannosaurier Dryptosaurus mit Dale A. Russell und anderen einer Revision.

## Schriften
- mit Peter Larson (Hrsg.): Tyrannosaurus Rex. The Tyrant King. Indiana University Press, 2008.
- (Hrsg.): The armored Dinosaurs. Indiana University Press, 2001.
  - darin von Carpenter: Phylogenetic analysis of the Ankylosauria. S. 455–484.
- (Hrsg.): Horns and Beaks: Ceratopsian and Ornithopod Dinosaurs. Indiana University Press, 2007.
- Eggs, Nests, and Baby Dinosaurs: A Look at Dinosaur Reproduction (Life of the Past). Indiana University Press, 1999,
- The Dinosaurs of Marsh and Cope: The Dinosaurs of Garden Park, Colorado. Garden Park Paleontology Society, 1996.
- mit Darren H. Tanke (Hrsg.): Mesozoic Vertebrate Life. Indiana University Press, 2001.
- mit Virginia Tidwell (Hrsg.): Thunder-lizards. The Sauropodomorph dinosaurs. Indiana University Press, 2005.
- (Hrsg.): Carnivorous Dinosaurs. Indiana University Press, 2005.
- mit Philip J. Currie (Hrsg.): Dinosaur Systematics: Approaches and Perspectives. Cambridge University Press, 1990, 1992.
- mit Karl F. Hirsch, John R. Horner (Hrsg.): Dinosaur Eggs and Babies. Cambridge University Press, 1994.
- mit Daniel J. Chure, James Kirkland (Hrsg.): The Upper Jurassic Morrison Formation – an Interdisciplinary Study. Results of a Symposium held at the Denver Museum of Natural History, May 26–28, 1994. In: Modern Geology. Band 22, 23, 1998.
  - in Band 22 von Carpenter: Armor of Stegosaurus stenops, and the taphonomic history of a new specimen from Garden Park Colorado. S. 127–144.
- A review of short-necked plesiosaurs from the Cretaceous of the western interior. North America. Neues Jahrbuch fuer Geologie und Palaeontologie Abhandlungen (Stuttgart) 201, 1996, S. 259–287.
- Comparative cranial anatomy of two North American Cretaceous plesiosaurs. In: J. M. Calloway, E. L. Nicholls (Hrsg.): Ancient Marine Reptiles. Academic Press, 1997, S. 91–216.
- Revision of North American elasmosaurs from the Cretaceous of the western interior. In: Paludicola. 2, 1999, S. 148–173.